# Форд Моделс
Ford Models, Inc. е модна и актьорска агенция, основана през 1946 от Джери Форд и съпругата му.

## Актьори и модели (настояще и минало)
- Ким Бейсингър
- Миша Бартън
- Наоми Кембъл
- Кортни Кокс
- Кирстен Дънст
- Аманда Хартс
- Парис Хилтън
- Адриана Лима
- Линдзи Лоан
- Рене Русо
- Шарън Стоун
- Чанинг Тейтъм

## Известни личности (настояще и минало)
- Амери
- Аврил Лавин